# 东洋桥
东洋桥俗称“东桥”、“三里桥”，位于福建省晋江市安海镇安东村，横跨安海港东洋港湾，长约三华里，与安海镇西的安平桥（五里桥）两桥合称“双桥跨海”，为安平八景之一。该桥于南宋绍兴二十三年，由太守赵令衿和进士史进创建。”
1991年4月9日，东洋桥公布为晋江市第二批市级文物保护单位。